# Karl Pärsimägi

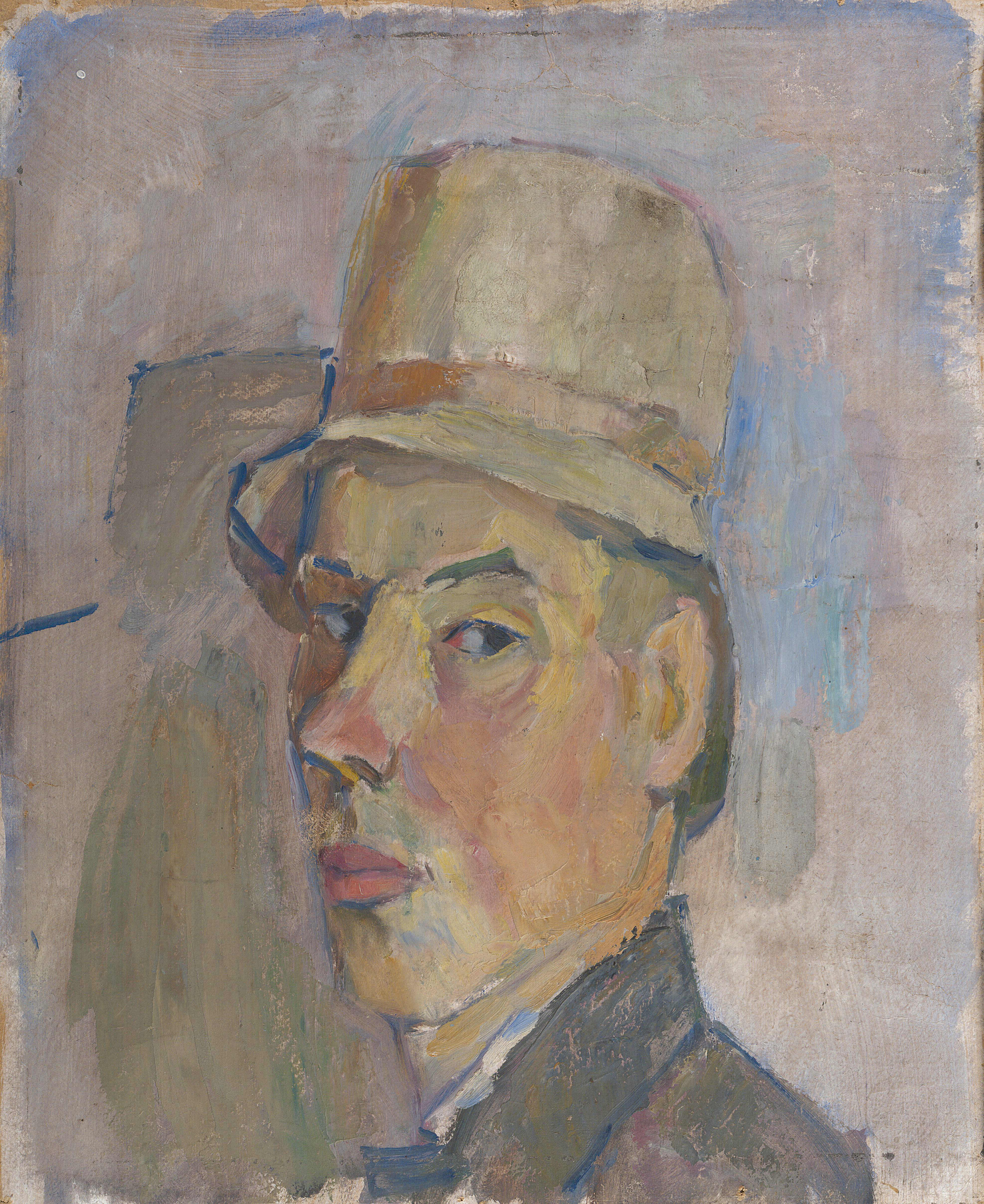
„Selbstportrait mit Hut“ (1931)

Karl Pärsimägi (* 28. Apriljul. / 11. Mai 1902greg. auf dem Hof Sika im Dorf Oe, heute Gemeinde Antsla, Kreis Võru/Estland; † 27. Juli 1942 im KZ Auschwitz-Birkenau) war ein estnischer Maler.

## Leben und Werk
Karl Pärsimägi besuchte die Schule in Kraavi nahe seinem Heimatdorf. Er nahm als Jugendlicher am Estnischen Freiheitskrieg gegen Sowjetrussland teil und wurde mit einem Orden ausgezeichnet.
Anschließend studierte Pärsimägi von 1919 bis 1926 und von 1932 bis 1935 an der gerade eröffneten Kunstschule der estnischen Künstlervereinigung Pallas in Tartu. Er lernte zunächst Malerei bei Konrad Mägi, später bei Nikolai Triik und Ado Vabbe. Im Frühjahr und Sommer 1923 nahm er unter der Leitung von Anton Starkopf an einer Studienreise nach Deutschland teil. Im selben Jahr stellte er seine ersten modernistischen Arbeiten vor.
Ab 1937 ließ sich Pärsimägi als freischaffender Künstler in Paris nieder. Wegen des Farbenreichtums und der Vielseitigkeit seiner Kunst wurde er auch der „Matisse von Tartu“ genannt und „galt als aufstrebender Maler“.
Mit der deutschen Besetzung Frankreichs 1940 war Pärsimägi in seiner Existenz bedroht; er blieb aber im Land und unterstützte auch Verfolgte des Nazi-Regimes. Möglicherweise war er als Kurier der Résistance tätig. Eine Rückkehr nach Estland war ihm wegen der sowjetischen Besetzung des Baltikums unmöglich, einen Gang ins Exil bereitete er nicht vor.
Im September 1941 wurde Pärsimägi von den deutschen Nationalsozialisten und ihren Vichy-Verbündeten in Paris vermutlich als Homosexueller verhaftet, über das Sammellager Drancy nach Auschwitz deportiert und im darauffolgenden Jahr ermordet.